# Quelli che ritornano
Quelli che ritornano (Les revenants) è un film del 2004 diretto da Robin Campillo.